# プルンボセン
プルンボセン(Plumbocene)は、鉛を含む有機金属化合物で、メタロセンの一つである。ベンゼン、アセトン、エーテル、石油エーテルに可溶であり、水には不溶である。冷水中で安定である。
市販されておらず、シクロペンタジエニルナトリウムと硝酸鉛(II)やヨウ化鉛(II)等の鉛(II)と反応させることで合成できる。
デカメチルアナログであるCp*2Pbやハーフサンドイッチ錯体であるCp*PbBF4、Cp*PbClも良く知られている。